# 下草駅
下草駅（ハチョえき、朝鮮語: 하초역）は、朝鮮民主主義人民共和国平安北道寧辺郡下草里にある駅で、青年八院線に属する。 

## 隣の駅
青年八院線
沙烏駅 - 下草駅 - 寧辺駅